# سلالة هان الحاكمة

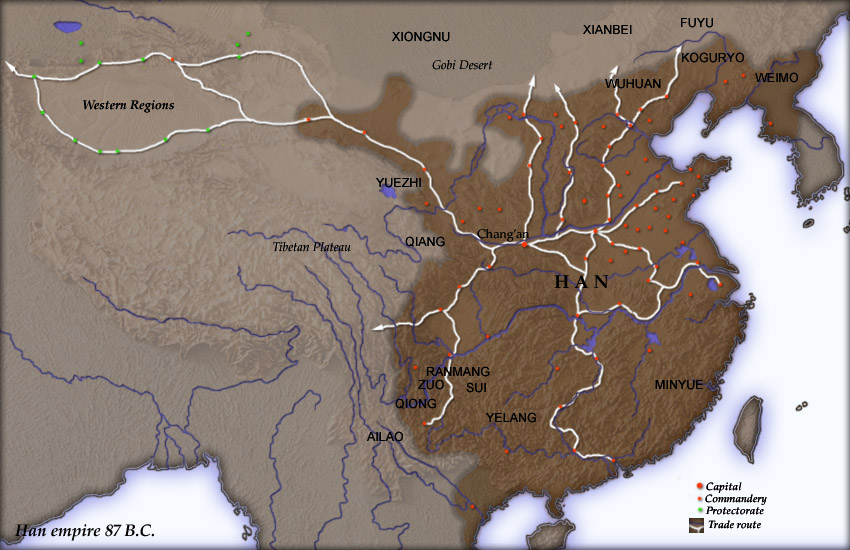
خريطة توضح نفوذ سلالة هان

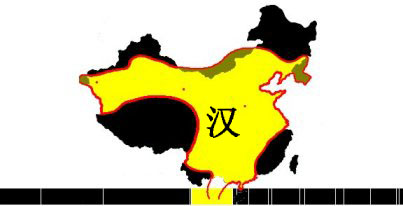
خريطة هان في أقصى إتساع في عهد الإمبراطور وو دي

سلالة هان (بالصينية: 漢朝) هي ثاني السلالات الإمبراطورية الصينية، حكمت الصين من 202 قبل الميلاد، إلى أن تفككت سنة 221 بعد الميلاد. بدأت الصين في هذا العهد بتفضيل تعاليم كونفوشيوس من قبل الحكومة، وشهدت الصين تقدماً ملحوظاً في العلم والاختراعات، مثل الورق وتقريب الرقم ط يعتبر عصرها من أعظم عصور الصين وكان آخر حاكم لها هو الإمبراطور شيان
تأسس حكم «الهان» سنة 206 قبل الميلاد، في فترة حرب أهلية بعد نهاية عصر سلالة تشين وانقسام الصين إلى مملكة هان وتشو، كانت أول عاصمة لها هي مدينة «تشانغ آن»، وأول إمبراطور ليو بانغ، الذي عرف فيما بعد بالإمبراطور غاوزو. غيرت العاصمة إلى لويانغ (25-190)، ثم إلى زوتشانغ (190-220

## سقوط أسرة تشين
لقد وحد ينغ زينغ البلاد، سنة 220 ق.م، وأسقط حقبة الممالك المتحاربة وقام بتأسيس أسرة تشين وأصبح يعرف بـتشين شي هوانج وبعد وفاته، قام رئيس الوزراء لي سي بتحويل ولاية العهد إلى ابنه يينغ هوهاي،  بدلا من يينغ فوسو، وأصبح يعرف بالإمبراطور تشين إر شي.
كان هذا الإمبراطور أسوأ من الإمبراطور السابق وبدلا من استقرار البلاد ازداد الوضع سوءاً عقب قيام كبير الخدم زاو قاو باغتيال لي سي وبعد اغتياله هرب أحفاد ملوك حقبة الممالك المتحاربة إلى ولايتهم السابقة ، وقاموا بإعلان استقلالهم عن سلطة أسرة تشين وسرعان ماعادت جميع الممالك التي وحدها تشين شي هوانج إلى سابق عهدها وحدودها وعندما قسم الجنرال شيانغ يو أراضي إمبراطورية تشين الساقطة إلى ثمانية عشر مملكة حصل ليوبانغ على شمال سيتشوان وبانشو وعندما قتل شيانغ يو آخر أباطرة تشين الإمبراطور الثالث زي ينغ، وانتقلت البلاد من فترة نهاية عصر سلالة تشين لنزاع تشو وهان

## نزاع تشو وهان

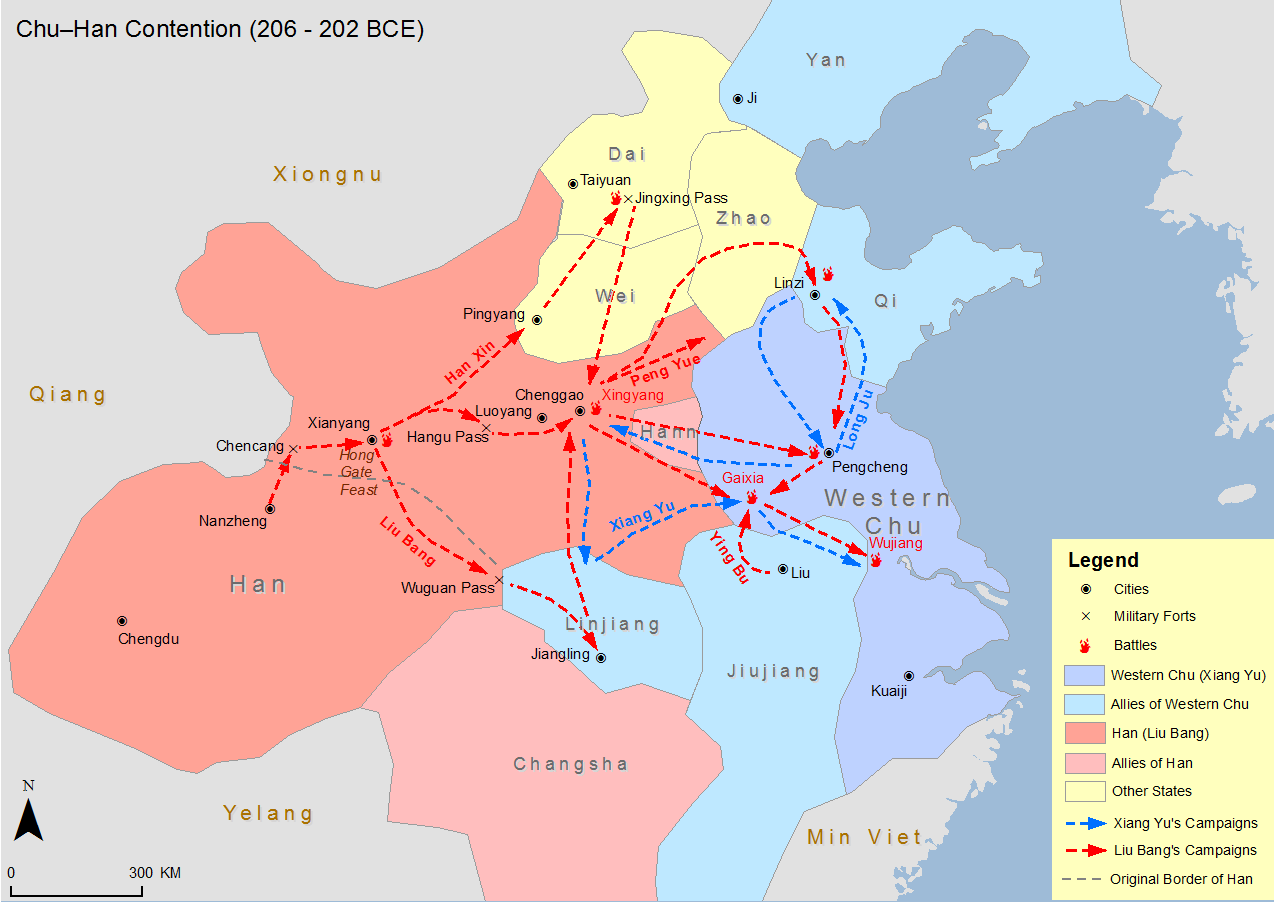
تشو هان

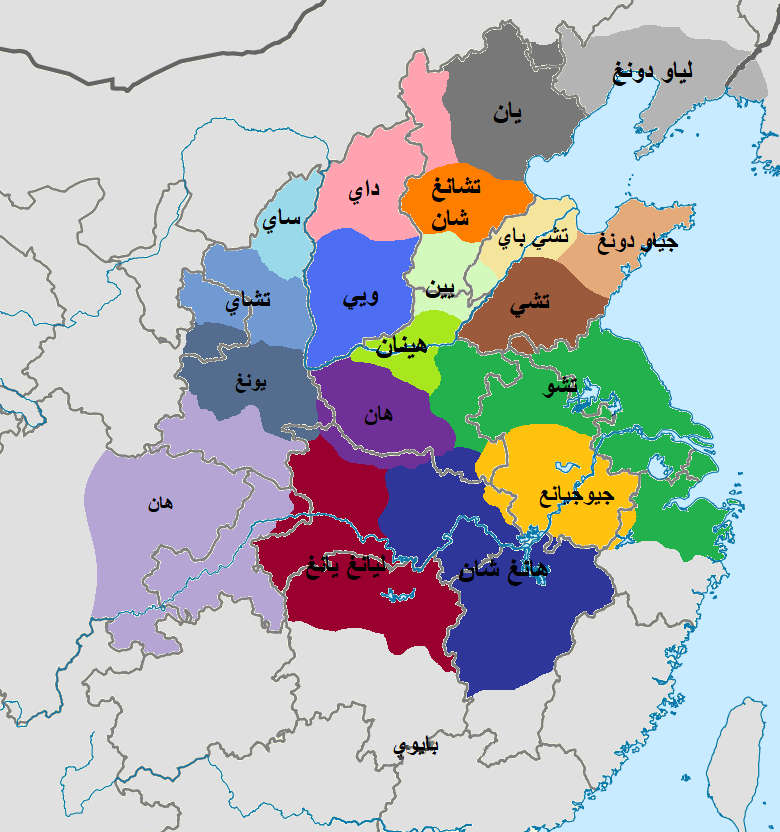
تقسيمات شيانغ يو لأراضي أسرة تشين

دخلت البلاد مرحلة نزاع تشو هان بعد حقبة أسرة تشين  ، وبداية التحالفات، أسس ليو بانغ قاعدته في غوانغزونغ غرب العاصمة تشانغآن، كان الجنرال «شيانغ يو» أكثر الجنرالات التابعين للملك يي قوة وكان يتمتع باعتراف جميع الحكام والجنرالات التابعين للملك يي ملك تشو التي كانت تسيطر اسميا على جميع الممالك، كانت قاعدة ليو بانغ تفتقر إلى السكان وكانت نائية عن السكان، بسبب أن أراضي الأسر السابقة ومن ضمنها أسرة تشين، لم تصل لهذه المدن، ومن جهة أخرى كان الملك ليو بانغ، معتمدا على التحالفات التي كانت تقام من فترة لفترة أخرى، مع الحكام المحليين وكانت تشو تحكم بواسطة الملك يي اسميا، بينما كان شيانغ يو هو الحاكم الفعلي للمملكة ، وكان ليو بانغ تابع له، وبعد حدوث العديد من الحروب والمعارك الدموية وآخرها معركة كاي شيا، التي أدت إلى انتصار «ليو بانغ»،

## تنظيم البلاد

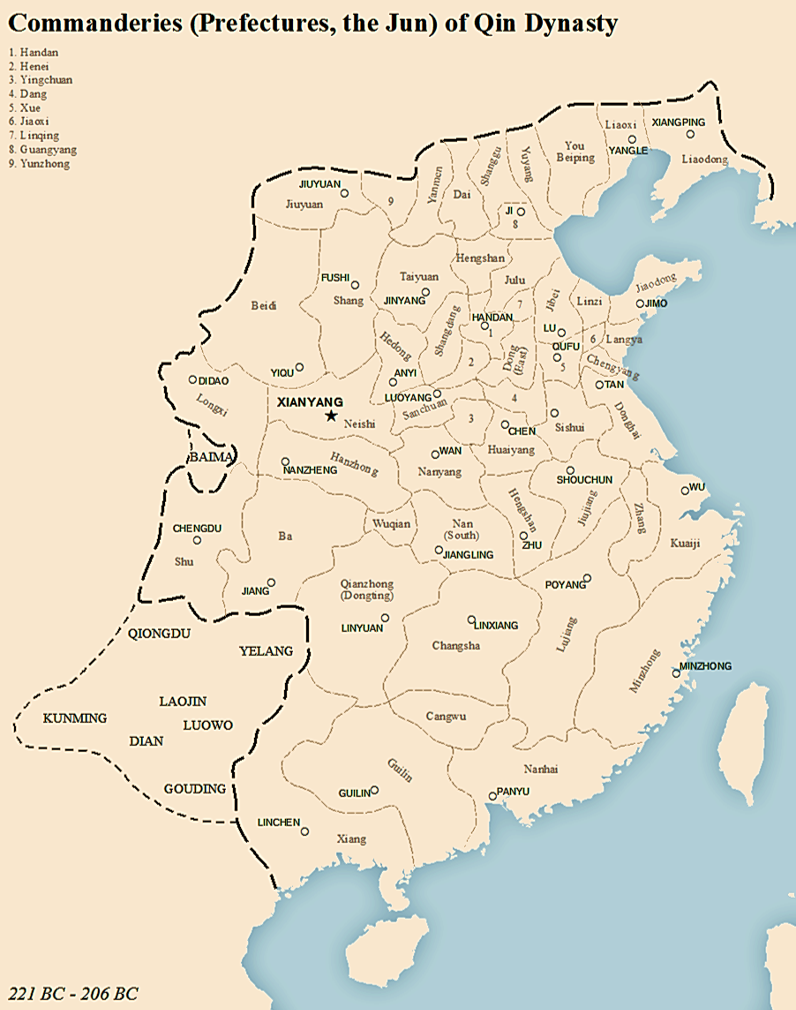
هان

انتصر «الإمبراطور غاوزو» ووحد البلاد، بعد أن سادت الفوضى لمدة 8 سنوات عقب نهاية عصر سلالة تشين، بدأ الإمبراطور غاوزو بتنظيم القانون الذي كان ينص على معاقبة القتلة ومكافأة الصالحين وكان الإمبراطور قد ألغى بعض قوانين أسرة تشين الظالمة وحافظ على القوانين التي تضمن الوحدة  ومن هذه القوانين قانون مركزية إدارة الولايات الإمبراطورية وتعيين أشخاص موثوق بهم لقيادة الولايات، بالرغم من أنه أهمل هذا القانون فيما بعد عندما قام بتعيين أقاربه حكاما وقادة إمبرياليين، مما ساهم لاحقا في اندلاع «تمرد الدول السبعة» في عهد الإمبراطور جينغ من هان «(157ق.م)» لكنه قام أيضا بسياسات أدت لحصاره شمال البلاد، عندما قام بشن حملة ضد قومية شيونغنو التي انتهت بحصاره في مدينة بينغ ب300.000ألف فارس من أبناء القبيلة، بعد هذه الحادثة قام الإمبراطور غاوزو بانتهاج عدة سياسات سلمية ضدهم وأرسل الأميرات للزواج من أمراء شيونغنو، وقام بفتح أبواب المدن الحدودية للتجارة معهم، وقام بنسيان فكرة الحرب ضد شيونغنو.

## ازدهار هان الغربية
بعد وفاة الإمبراطور غاوزو من هان في عام 196 ق.م قامت زوجته الإمبراطورة لو بعزل باقي الأمراء الذين لاينتمون لنفس عائلة الأسرة الحاكمة وقامت أيضا بتثبيث حكم ابنها «الإمبراطور هوي» وقامت أيضا بانتهاج إصلاحات سياسية، طوال عهد أسرة هان الغربية لم تشهد البلاد أية حروب أو انقسمات بعد حادثة تمرد الدول السبعة وجلب أباطرة هان السلام والعدل إلى البلاد، وكان اقتصاد البلاد في تحسن مستمر وعدد السكان في ازدياد كبير، وأصبحت أسرة هان  إمبراطورية مترامية الأطراف في عهد وو إمبراطور هان، وتقارن الآن بالإمبراطورية الرومانية في الغرب حتى إن أسرة هان قامت بتأسيس أكبر وأول طريق تجاري عالمي يربط (تشانغآن-بالهند-ويصل حتى روما)،  وكان الإمبراطور في عهد أسرة هان الغربية قادرا على حكم وضبظ أمور البلاد السياسة والعسكرية.

## تمرد الدول السبعة في سنة 154ق.م

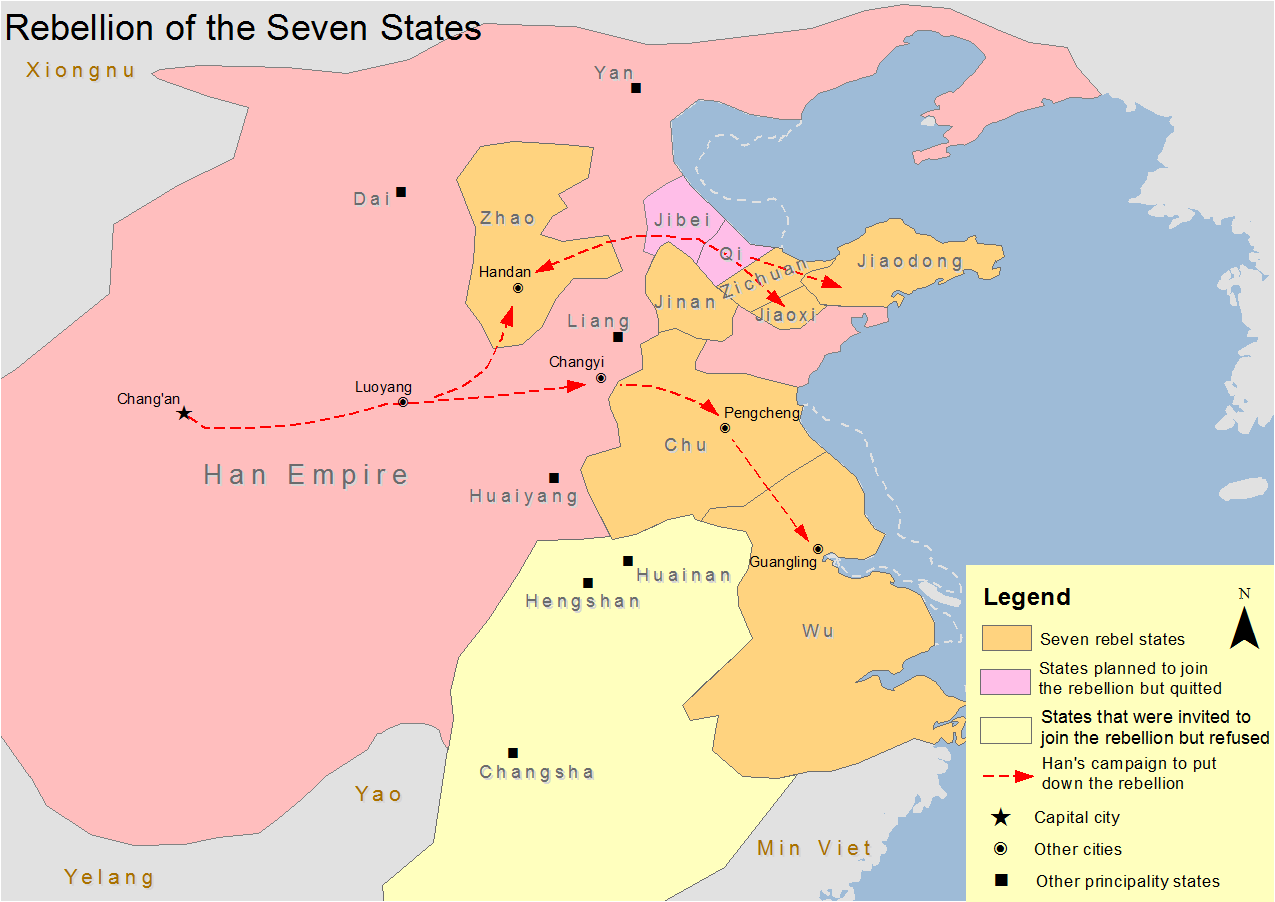
تمرد الدول السبعة

بعد وفاة «الإمبراطور غاوزو» في سنة 195ق.م لم تستطع زوجته الإمبراطورة لو ولا حتى ابنه الإمبراطور هوي من السيطرة على الملوك الذين ينتمون لنفس الأسرة الحاكمة «ليو»،  وبدأت قوة بعض الإمارات في الظهور خصوصا مع قيام العديد من الملوك الإقطاعين مثل ليو بي ملك وو أو ليو وو ملك تشي بسكّ نقد خاص بهم  وفي عهد الإمبراطور جينغ (سادس إمبراطور لهان) حصل صدام بين الإمبراطور وبين الملوك الإقطاعين. كانت جيوش التمرد كبيرة جدا ولكن وبالرغم من قوتهم فقد هزمهم جيش الإمبراطور جينغ شر هزيمة بقيادة الجنرال تشو يافو وتم قمع التمرد.

## الإمبراطور في عهد هان الغربية

ملابس الهان

كان الإمبراطور في عهد أسرة هان الغربية يتمتع بكامل سلطاته على البلاد ولم يشهد الفرع الغربي من هان أي تدخل من قبل زوجات ومحظيات الإمبراطور في شؤون الحكم على عكس أسرة هان الشرقية الذي أدى تدخل الإمبراطورات في السياسة إلى ضعف هان الشرقية وبالتالي، سقوط الأسرة في 220ب.م.
كان الإمبراطور يتبع طريقة شعب الهان في اللباس وبصفته القائد الأعلى لشعب الهان الذي كان يشكل الغالبية العظمى من عدد السكان الصينين، وكان الإمبراطور يرتدي تاج العقيق الإمبراطوري القديم، ويرتدي ملابس الحرير الصينية الهانية وحزام اليشب بالإضافة إلى حذاء إمبراطوري قد يكون مصنوع من جلد الحيوانات

## أسماء أباطرة هان الغربية
|  | 1. الإمبراطور غاوزو 2. الإمبراطور هوي 3. الإمبراطور شيان شاو 4. الإمبراطور هو شاو 5. الإمبراطور وين 6. الإمبراطور جينغ 7. وو إمبراطور هان 8. الإمبراطور زاو 9. الإمبراطور زوان 10. الإمبراطور يوان 11. الإمبراطور تشنغ 12. الإمبراطور أي 13. الإمبراطور بينغ |
|  | --- |

- انقلاب وانغ مانغ وتأسيس أسرة شين. وسيطرته على أراضي هان

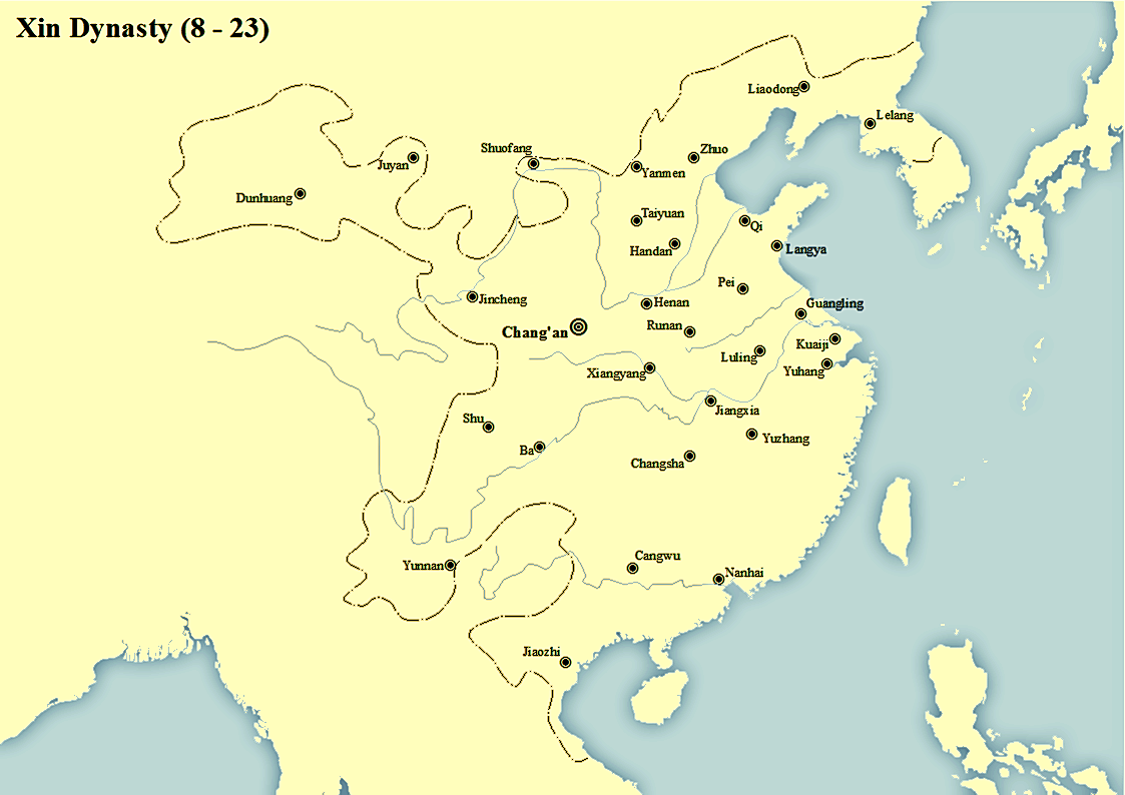
أسرة شين

## انقلاب وانغ مانغ

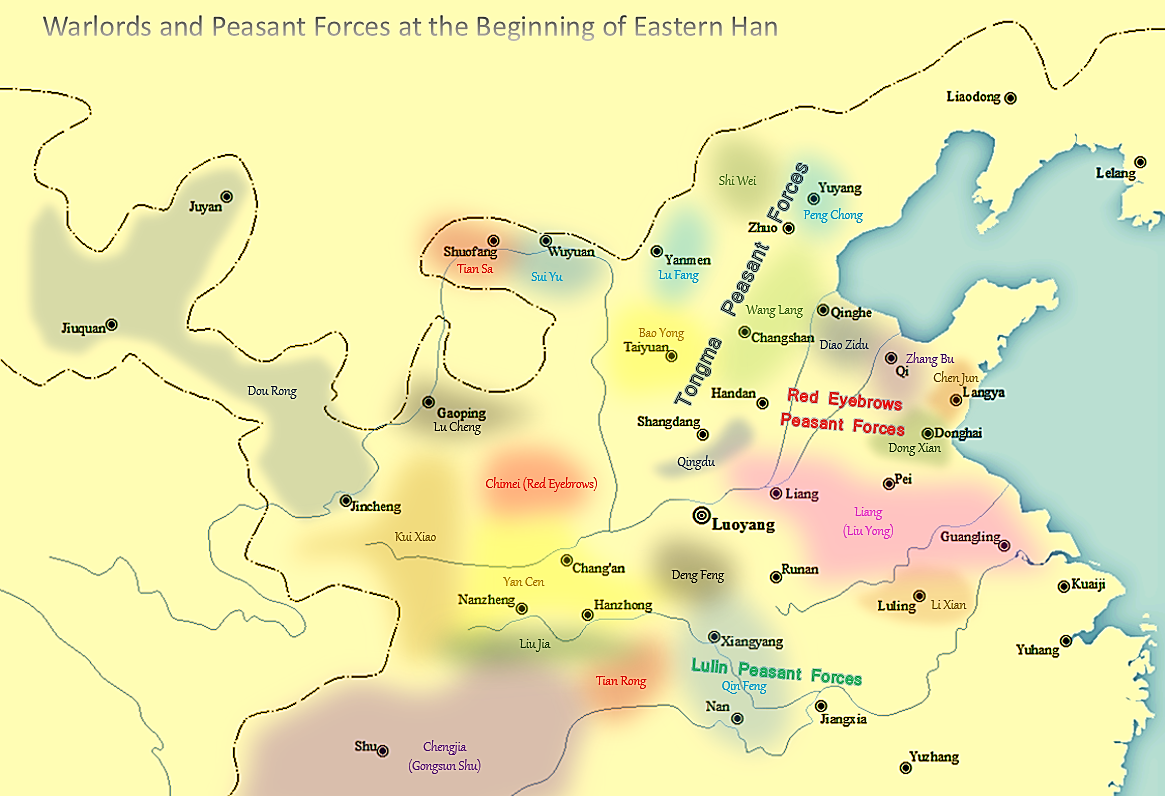
تقسيمات أمراء الحرب في بداية أسرة هان الشرقية

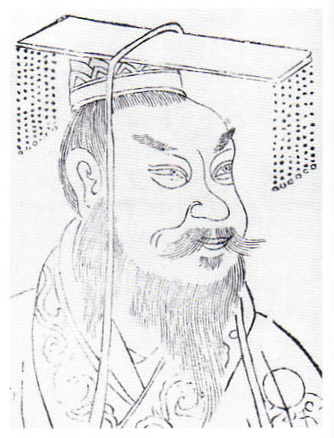
صورة الإمبراطور غوانغ وو

كان وانغ مانغ ابن وانغ مان الأخ الأصغر للإمبراطورة وانغ تشنغ جي بعد وفاة والده سنة 45 ق.م قامت الإمبراطورة وانغ بتربيته في البلاط وكان مرتبطا بالأسرة الإمبراطورية، وتمت الإشادة به لرعايته لأمه وشقيقه وانغ يونغ.
عندما مرض وانغ فنغ قائد الجيش لدى هان مكث وانغ بالقرب من سريره وظل يخدمه حتى وفاته وعندما سمع البلاط بوفائه تم تنصيبه ليصبح أحد قادة الحرس الإمبراطوري ثم انتقل بعد وفاة وانغ جين ونصبه الإمبراطور تشنغ قائدا لجيشه.
ولتجنب الاتهام قام وانغ مانغ بتقديم استقالته من منصبه. لكن الإمبراطور طلب منه البقاء في العاصمة تشانغآن، لكن وانغ مانغ غادر متجها نحو تشنغدو، عند وصوله إلى تشنغدو حرص على الانعزال عن السياسة. وبحلول سنة 2 ق.م طالب المئات من الناس بعودته إلى العاصمة وعندما وصل توفي الإمبراطور أي واستعادت الإمبراطورة وانغ للسلطة قامت الحكومة بتنصيبه وصيا على الإمبراطور الطفل بينغ وعندما أصبح قويا أصبح مهووسا بمملكة تشو وقام باتباع نظام أسرة شانغ وغير الأسماء لنفس نمط أسماء تشو، وفي سنة 8ق.م وبعد قمع ثوراث ليو نصب نفسه إمبراطور وأسس أسرة شين لكنه قتل نتيجة سياساته بعد أن قامت ضده العديد من الثورات، أبرزها جيش الفلاحين. وجيش ليو يان الذي نصب نفسه الإمبراطور جينغ لي وأعاد إحياء أسرة هان وبعد العديد من الثورات استطاع العديد من أمراء الحرب تقاسم السيطرة على البلاد لكن ليو شيو وكان سليلا مباشرا للإمبراطور جينغ استطاع جمع قواته بعد فوضى اغتيال «وانغ مانغ» في «تشانغآن» وأعلن ليو شيو نفسه الإمبراطور لما أسماه «هان المستعادة» أو «شرق هان» ونقل العاصمة إلى «لويانغ» ولقب نفسه «بالإمبراطور غوانغ وو»

## أسرة هان الشرقية
بعد أن قام «الإمبراطور غوانغ وو» بتوحيد البلاد عقب سقوط «أسرة تشين» ومقتل إمبراطورها «وانغ مانغ»، استعادت الأسرة مكانتها وهيبتها في غضون 20سنة ثم استعادت الأسرة النظام حتى إنها تفوقت على هان الغربية في الثقافة والأدب والاكتشافات وأصبح الأباطرة أكثر حرصا على تعيين الأشخاص خصوصا بعد نقل العاصمة إلى مدينة «لويانغ» قام الأباطرة ببناء قصورهم في وسط المدينة

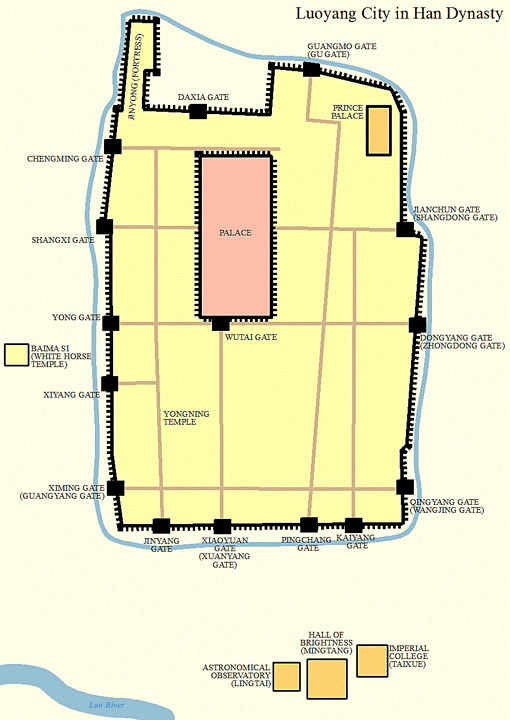
لويانغ في عهد أسرة هان

## أسماء الأباطرة في هان الشرقية
إعادة تجميع القوات بعد مقتل الإمبراطور وانغ مانغ تمت من قبل الإمبراطور ليو يان لكنه قتل لاحقا لذلك لايعتبر مؤسسا لهان الشرقية
|  | 1. الإمبراطور غوانغوو 2. الإمبراطور مينغ 3. الإمبراطور تشانغ 4. الإمبراطور هي 5. الإمبراطور شانغ 6. الإمبراطور أن 7. الإمبراطور شون 8. الإمبراطور تشونغ 9. الإمبراطور تشي 10. الإمبراطور هوان 11. الإمبراطور لينغ 12. الإمبراطور شاو 13. الإمبراطور شيان |
|  | --- |

## الحكومة في عهد أسرة هان
كانت حكومة «مملكة هان» مكونة من عدة مسؤولين وكان يترأس الإمبراطور الحكومة وهو الذي يصدر القوانين المكتوبة للدولة، ويبلغ راتب الحكوميين 600بوشل من الحبوب وكانت غالبا تدفع نقدا، أو تدفع مناصفة بين الحبوب والنقد.
حصل كبار الموظفين على 10.000دان كما كان الأباطرة يمنحونهم الهدايا و «النبيذ» الفاخر والحرير.
اقترض نظام أسرة هان الحكومي العديد من معالم نظام حكومة «أسرة تشين» إلا أن إمبراطور تشين كان يتمتع بالسيطرة الكاملة والمطلقة على جميع الأراضي التابعة له.
بينما كانت هان تحت قيادة إمبراطورها الأول «الإمبراطور غاوزو» تحتفظ بالسيطرة على نصف الإمبراطورية فقط. والنصف الأخر تحت سيطرة ملوك شبه مستقلين..(وإن نصبهم غاوزو بنفسه).
ومع هذا فإن سلسلة من الإصلاحات التي بدأت منذ عهد الإمبراطور جينغ بعد «تمرد الدول السبعة». و «وو إمبراطور هان» أعادت لاحقا السلطة الفعلية والمباشرة لهان تماما كسلطة «تشين شي هوانج».
وكان حق تعديل القوانين خاصا فقط «بالإمبراطور» وكان يجب أن يصدر في شكل مراسيم إمبراطورية.
وكان الإمبراطور يتمتع أيضا بصفة القاضي الأعلى وعندما كان وزير العدل غير قادر على حل القضايا العالقة، كانت ترفع للإمبراطور شخصيا، وعلى الرغم من أن الإمبراطور كانت لديه أعلى سلطة، لكنه كان يستشير الحكومة والوزراء، وعندما كان الإمبراطور يتوفى بدون وريث كانت أرملته الإمبراطورة هي التي تختار من سيخلفه، وكان للإمبراطورة حق تجاوز أوامر الإمبراطور، وكان وزير الحرس هو الوزير المكلف بحراسة الإمبراطورة.
بالإضافة لهذا كان هناك منصب المعلم الكبير أو «تاي فو» وكان المنصب أعلى منصب مدني بعد منصب الإمبراطور. واعتبر المنصب فخريا لحد كبير.
وكان يطلق على الإمبراطور لقب «صاحب الجلالة» وعلى كبار الحكومة لقب «أصحاب السعادة» ولقب «صاحب المعالي»، وكان قصر الحكومة دائما بجانب قصر الإمبراطور.

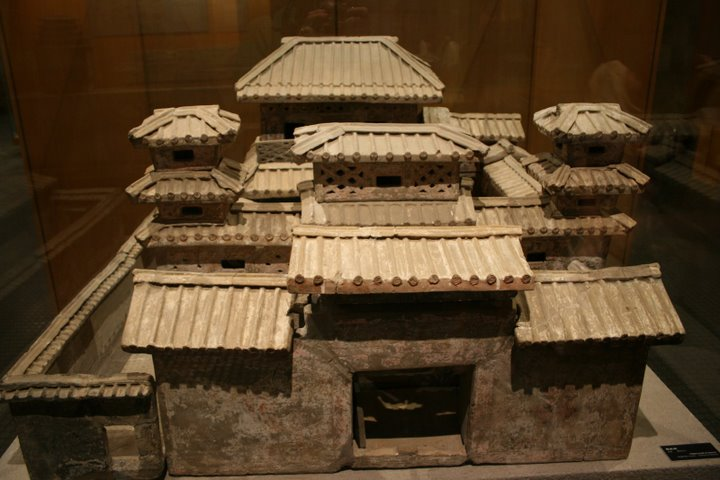
قصر هان

## الإختراعات في عهد أسرة هان

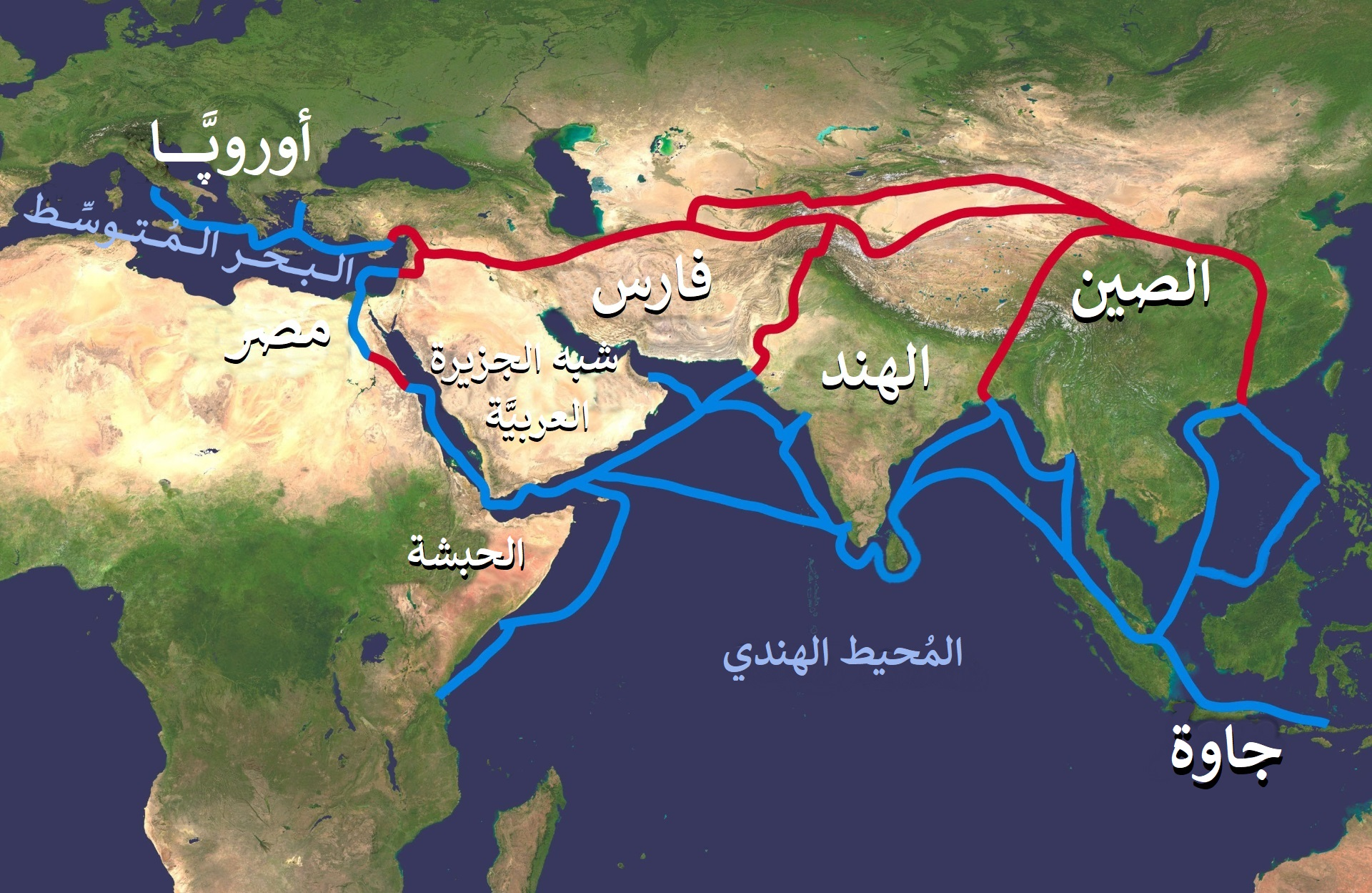
شبكة طريق الحرير

شهدت أسرة هان أول تجارة رسمية مع الغرب من حوالي 130ق.م،  تم تدوال أنواع كثيرة من السلع وكانت من ضمنها سلعة «الحرير» التي كانت محصورة في «الصين» فقط،  وأصبح في غضون بضع سنوات فقط أطول طريق تجاري يمتد من «تشانغآن» إلى «الهند» ومن ثم إلى «روما»، و «الشرق الأوسط» وشهدت أيضا اختراع «الورق» من الألياف  وشهدت تطور الورق والأدوات الحربية وتطور فن النقش وفن الكتابة والمنسوجات وتطورت أيضا الأشعار وفن الفلسفة عند أسرة هان الشرقية بشكل خاص

## فتوحات أسرة هان في الجنوب

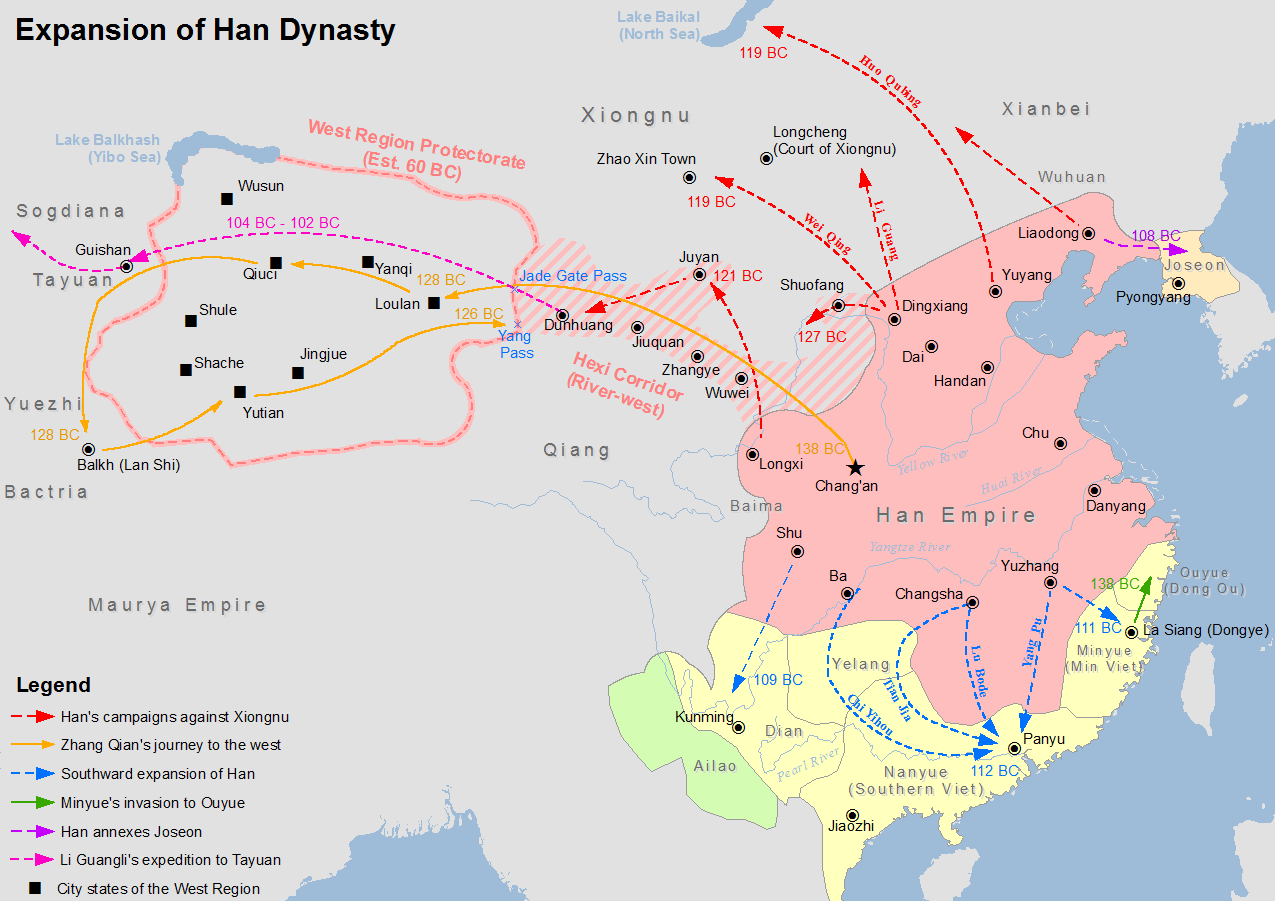
حملات أسرة هان جنوبا

بعد تأسيس «مملكة هان» وتوطيد حكمها حتى عهد الإمبراطور وو. (وو إمبراطور هان) لم يرضَ الإمبراطور الجديد بأراضي «أسرة تشين» السابقة فقط، بل أراد توطيد بلاط هان حتى يصل لشمال «فيتنام» لذلك تم إرسال عدة حملات عسكرية وقد نجحت هذه الحملات بشكل كبير في ضم آخر الممالك التي ساهمت في نهاية عصر سلالة تشين فقام الجيش بضم «نانياو» في سنة 135ق.م، وبحلول سنة 111ق.م تم احتلال دولة مين يوي وتم إخضاع دولة ديان في سنة 109ق.م، نتيجة لهذه الفتوحات أصبحت أسرة هان بجانب الإمبراطورية الرومانية من أقوى دول العالم وأصبحت هان تتبادل الهدايا والكتب مع روما مما ساهم في ازدياد التجارة معها عبر طريق الحرير.

## العلاقات الخارجية

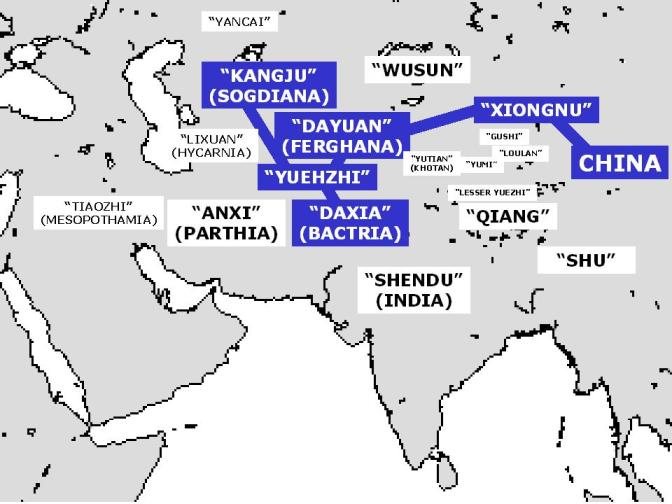
رحلات زانغ شيان

سمح وجود جيش قوي لدى أسرة هان للحكومة بالتوسع، وفي عهد وو إمبراطور هان قامت أسرة هان بإنجاز أهم أعمالها الاقتصادية وهو افتتاح طريق الحرير الذي ساهم بشكل كبير في إزالة الغموض عند شعوب روما عن الصين، وقام الإمبراطور وو بإرسال العديد من الرحالة مثل سو وو الذي كانت مهمته تسمى بالمهمة الوطنية، وكان الإمبراطور قد أرسله لعقد التحالفات ضد قبائل كيونغنو القوية، والرحالة زانغ شيان الذي سافر لبلاد فارس وسوريا وقامت أسرة هان أيضا بتحسين علاقتها مع الهند، وسمحت للعرب بالتجول وبالتجارة في أراضيها بحرية 

## انحدار أسرة هان
كان أباطرة الفرع الأول لهان. (هان الغربية) يتمتعون بالسيطرة المباشرة على البلاد منذ عهد المؤسس «الإمبراطور غاوزو»، بينما كان الفرع الشرقي ضعيفا نسبيا وكان الإمبراطور عادة ينصب من قبل أرملة الإمبراطور السابق بسبب عدم وجود ورثة ذكور وكان لابد أن يكون الإمبراطور صغيراً حتى يستطيع الآخرون السيطرة عليه مثل الإمبراطور شيان والإمبراطور تشي والإمبراطور تشونغ، وكانت السلطة غالبا تقع في يد أشخاص ليسوا من أفراد الأسرة الحاكمة لهذا سهل عليهم هذا السيطرة على السلطة وكان الإمبراطور في عهد هان الشرقية أعلى سلطة على البلاد لهذا لم يستطع أي شخص على أخذ العرش منه أو تغيير الأسرة المالكة خصوصا بعد ما حصل لوانغ مانغ سنة 25ق.م
وبعد العديد من الثورات الزراعية منذ سنة 156 ب.م بدأ العد التنازلي لنهاية الأسرة 

## سقوط سلالة هان الحاكمة

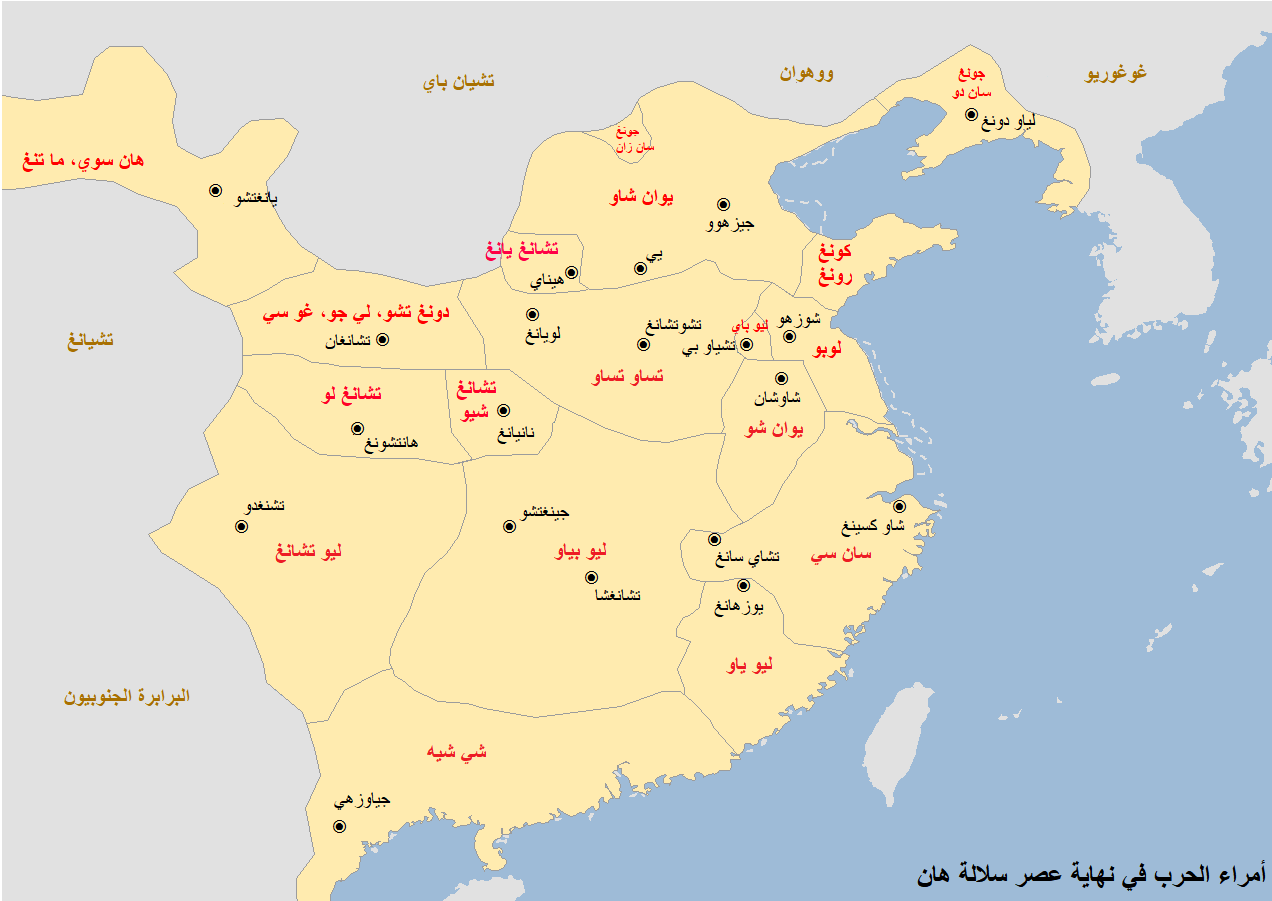
نهاية عهد أسرة هان

في سنة 165ب.م اعتلى الإمبراطور لينغ عرش هان وكان هذا الإمبراطور فاسدا للغاية حتى إنه مارس عادة بيع الولايات مقابل المال.
وفي أواخر عهده اندلع تمرد العمامات الصفراء وبالرغم من قمعه بعد أقل من عام، إلا أن الإمبراطورية لم تستعد هيبتها فقد قام هي جين بعد وفاة الإمبراطور لينغ مباشرة في سنة 189ب.م قام بتنصيب ابنه ليو بيان إمبراطورا عرف بالإمبراطور شاو وأراد هي جين التخلص من حزب الحاضرين العشرة  وعندما عرفوا بالأمر قتلوه بعد أن استمع لنصيحة يوان شاو بالسماح لدونغ تشو بالتقدم نحو العاصمة لويانغ. واستولى دونغ تشو، على بلاط هان وقتل الإمبراطور شاو ونصب بدلا عنه أصغر أشقائه ليو شي إمبراطورا عرف بالإمبراطور شيان، وكافأ الإمبراطور الجديد دونغ تشو بأن جعله رئيساً للوزراء فبدأ في إهانة الجميع فجمع يوان شاو الجنود ضده في تحالف الحكام الثمانية عشر.
بعد مقتل دونغ تشو في سنة 190م استطاع تساو تساو السيطرة على بلاط هان  وأصبح يسيطر على الإمبراطور شيان ودخل تساو تساو في حروب مع يوان شاو القوي جدا وخاض ضده عدة حروب آخرها معركة غوان دو التي انتصر فيها تساو تساو ما أجبر ليو باي على الهرب إلى الجنوب وبعد عدة حروب سيطر تساو تساو على غالبية الشمال وعندما استعد لتوحيد البلاد هزم في معركة المنحدرات الحمراء من قبل تحالف سون تشوان وليو باي سنة 208م وبعد ذلك انقسم هان لثلاثة مناطق وو بقيادة سون تشوان وسيتشوان بقيادة ليو باي والشمال بقيادة تساو تساو
توفي تساو تساو في سنة 220م وأجبر ابنه تساو بي الإمبراطور شيان على التنازل له لتنتهي هان التي دامت زهاء أربعة قرون وقام بتأسيس مملكة واي ودخلت البلاد حقبة جديدة تعرف باسم الممالك الثلاث

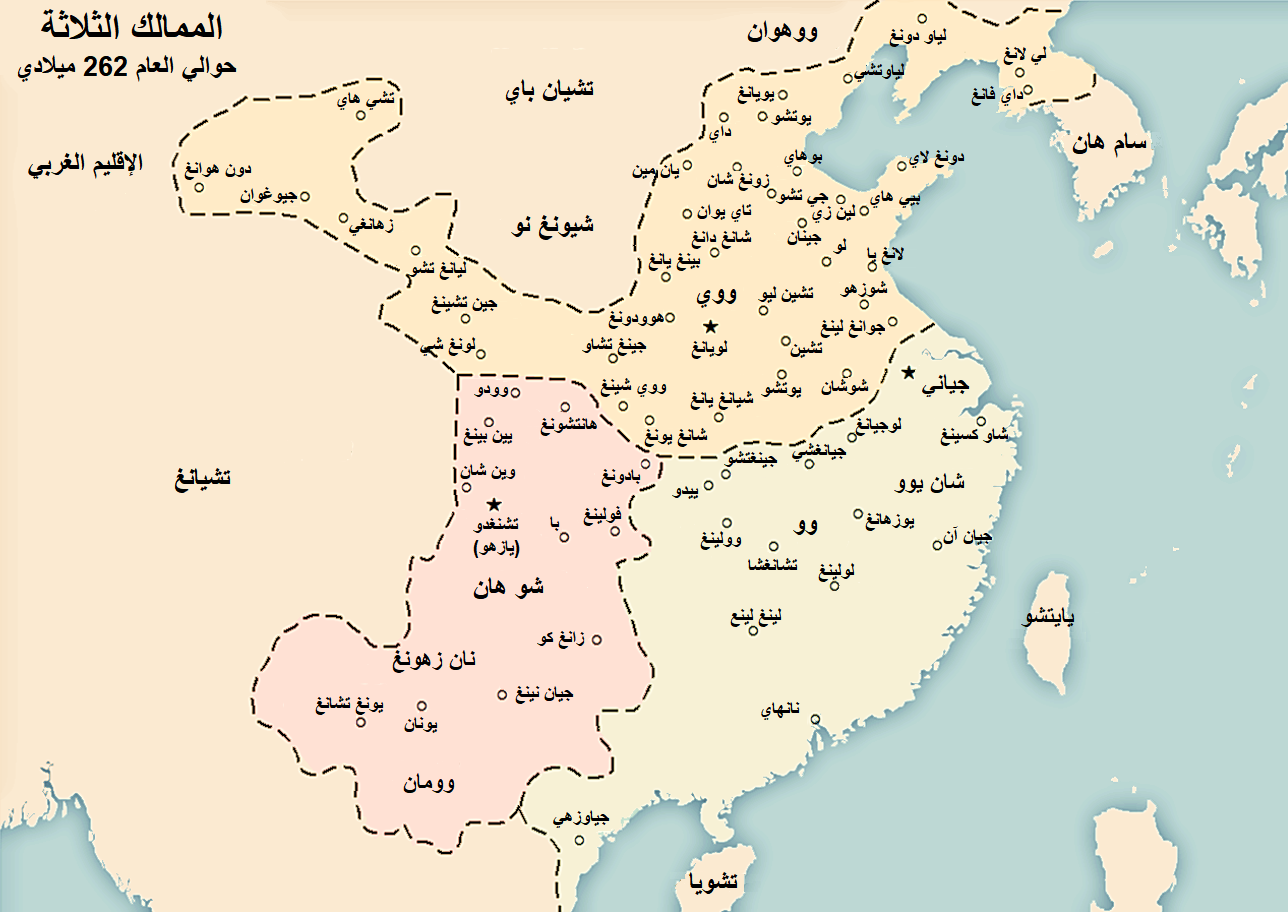
الممالك الثلاث

| سبقه أسرة تشين | أسرة هان 202ق.م-220م | تبعه مملكة واي |

## فوضى سقوط سلالة هان
أجبر تساو بي الإمبراطور شيان ليتنازل عن العرش لصالحه، لكن تساو بي لم يوحد البلاد وظلت الإمبراطورية منقسمة حتى سنة 265م عندما قام سيما يان بإجبار إمبراطور واي على التنازل له عن العرش، وبعد الحملة التي أدت إلى سقوط مملكة وو الشرقية وسقوط مملكة شو هان توحدت البلاد فعليا تحت سلطة أسرة جين (265-420)، لكن الاتحاد استمر لعشرين سنة فقط بعد وفاة سيما يان في سنة 290، فاندلعت حرب بين أبناء الأسرة المالكة تعرف باسم حرب الأمراء الثمانية من أجل أحقية الوصاية على الإمبراطور الجديد، ساهمت هذه الحرب في ضعف الحكومة مما أدى لهجوم «البرابرة الخمسة» على البلاد وتدمير العاصمة لويانغ في سنة 311، وفرار البلاط الإمبراطوري والحكومة إلى جيانكانغ في الجنوب وإعادة تأسيس الأسرة (جين الشرقية) في سنة 316، بعد تقسيم الشمال إلى الممالك الستة عشر ودخلت البلاد في مرحلة السلالات الحاكمة الجنوبية والشمالية ولم تتوحد إلا في عهد مملكة سوي

## وصلات خارجية
- موقع التاريخ القديم.نت
- تاريخ السلالات الصينية.نت
- التاريخ الكامل لأسرة هان
- تاريخ اسرة هان
- تاريخ هان
- اذاعة الصين العربية